# San Román de Hornija
San Román de Hornija község Spanyolországban, Valladolid tartományban. San Román de Hornija Toro, Morales de Toro, Pedrosa del Rey, Castronuño és Villafranca de Duero községekkel határos. Lakosainak száma 301 fő (2024).

## Népesség
A település népessége az utóbbi években az alábbiak szerint változott:
| Lakosok száma | 430  | 425  | 420  | 384  | 391  | 361  | 327  | 312  | 301  | 301  |
|               | 2001 | 2004 | 2007 | 2009 | 2012 | 2014 | 2017 | 2019 | 2022 | 2024 |